# Matlock Bath

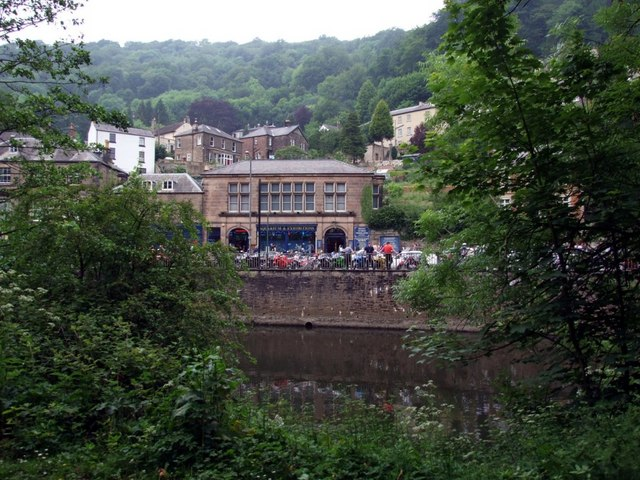
Matlock Bath (Derbyshire): il vecchio stabilimento termale visto dal fiume Derwent

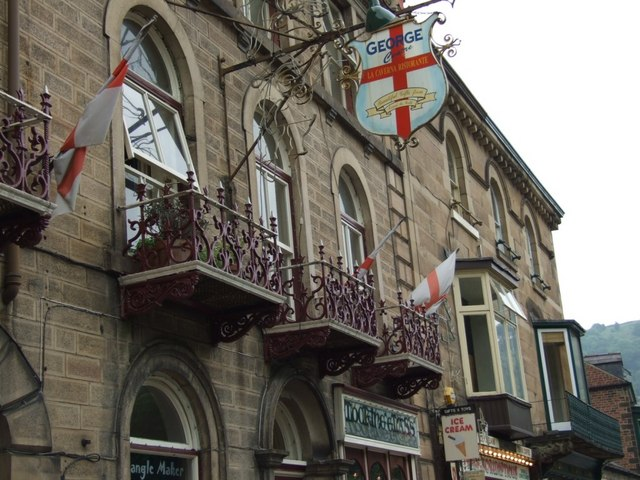
Un edificio di Matlock Bath

Matlock Bath (2.200 ab. ca.) è una località termale della contea inglese del Derbyshire (Midlands Orientali, Inghilterra centrale), facente parte del distretto di Derbyshire Dales e situata lungo il corso del fiume Derwent e ai margini sud-orientali del parco nazionale del Peak District.

## Geografia fisica

### Collocazione
Il villaggio di Matlock Bath si trova 3 km a sud di Matlock e a circa 33 km a nord di Derby.

## Architettura
L'architettura di Matlock Bath si caratterizza per la presenza di numerosi caffè in stile vittoriano, pub e negozi di souvenir.

## Luoghi d'interesse[2]
- Heights of Abraham
- Mining Museum
- Masson Mills Working Textile Museum (nei dintorni)

|  |  |

## Feste & eventi
Da fine settembre a ottobre ha luogo la manifestazione nota come Matlock Illuminations, durante la quale la città viene decorata da numerose illuminazioni e si possono ammirare le barche illuminate lungo il fiume Derwent.
|  |